# Хід сполучення

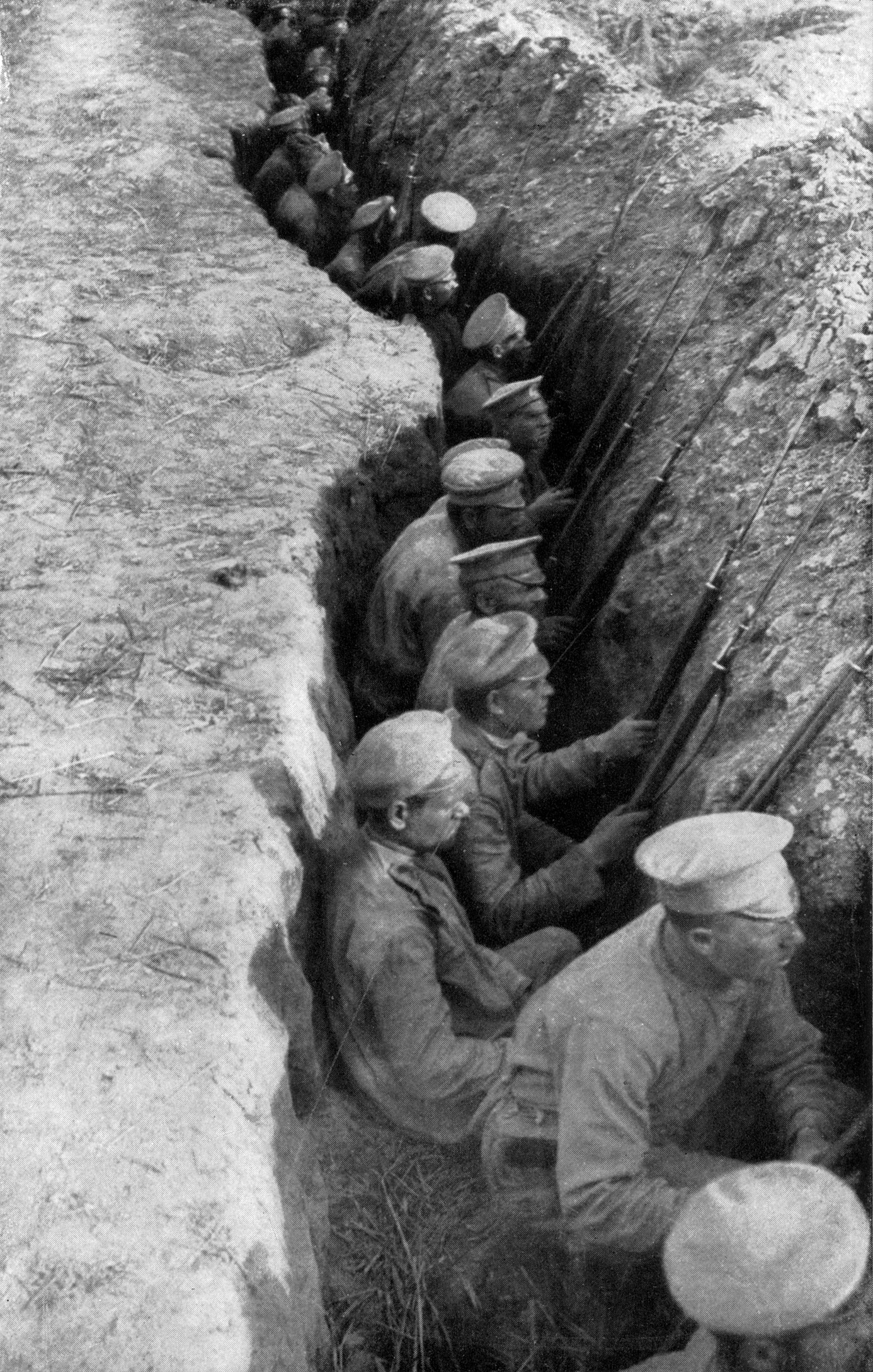
Солдати Російської імператорської армії в траншеї перед атакою. Перша світова війна.

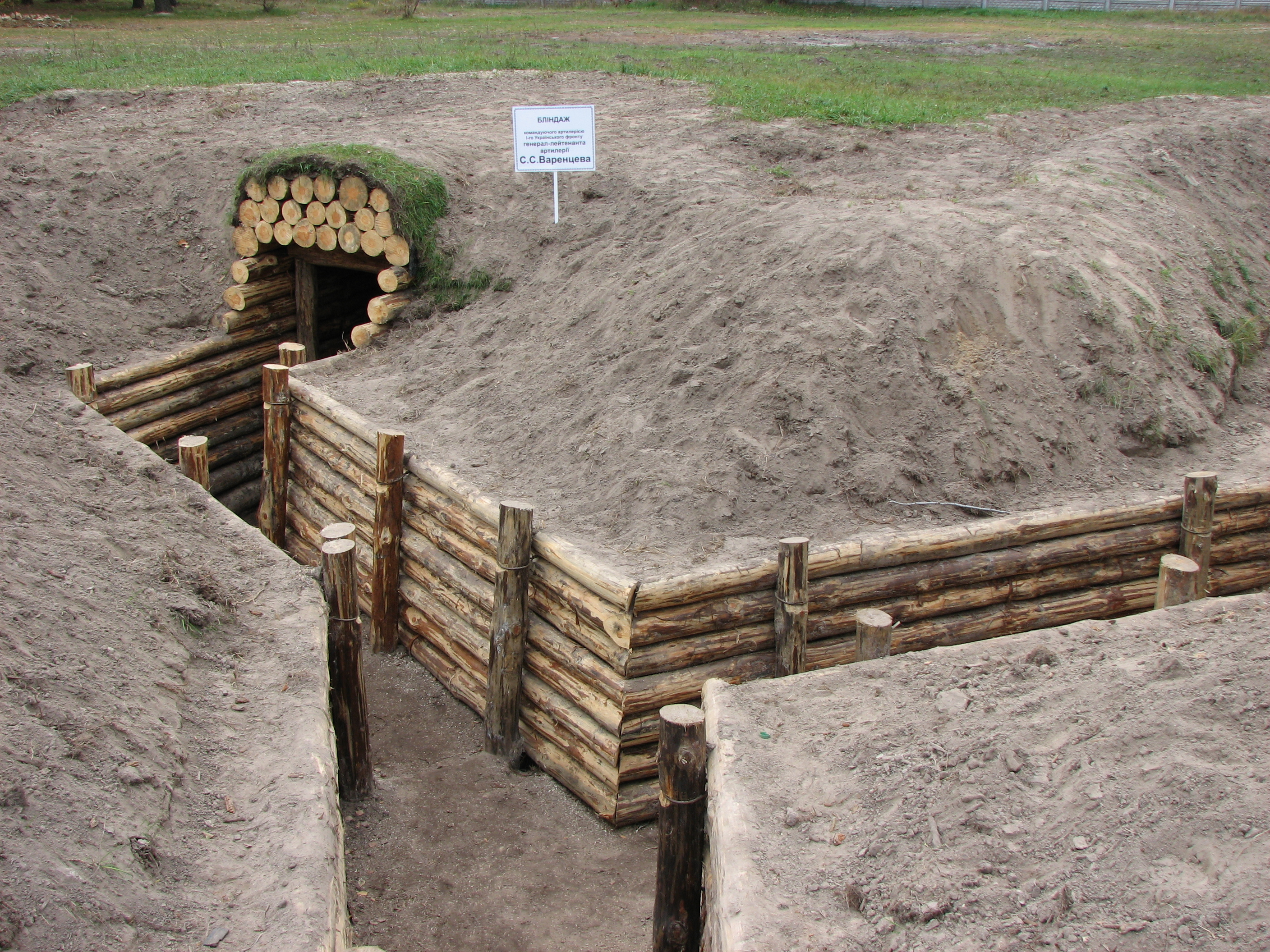
Ходи сполучення часів битви за Київ. Національний музей-заповідник «Битва за Київ у 1943 році»

Хід сполу́чення — польова фортифікаційна споруда; вузька, довга і глибока траншея з двостороннім або однобічним бруствером, що йде від стрілецького окопу в тил і по можливості відрита в найкоротшому напрямку, та призначена для прихованого сполучення та переміщення особового складу з переднього краю в тил або до сусідніх підрозділів та здійснення маневру силами та засобами тих, хто обороняється, між позиціями і тилом.

## Зміст
У ходах сполучення обладнувалися польові відхожі місця, ніші для боєприпасів і інших матеріальних засобів, розширення для розміщення нош з пораненими, польові пункти водопостачання. Хід сполучення може обладнуватися і стрілецькими вічками в тому, випадку, якщо його передбачається використовувати як відсічну позицію, для знищення противника, що прорвався, та ведення кругової оборони. Для укритого сполучення використовуються нерівності місцевості — яри, лощини, зворотні скати висот канави, рови, ліс і ділянки відкритої місцевості позаду встановлених вертикальних масок. Ходи сполучення обладнуються до найближчої укритої від спостереження противника ділянки місцевості.
У залежності від наявності часу і сил ходи сполучення відривають для переповзання глибиною 60 см, для руху на весь зріст — 150 см. Для кращого укриття від спостереження і вогню противника ходи сполучення робляться не прямолінійними в плані, а зигзагоподібними; в них влаштовуються ніші для складання майна; за наявності матеріалів вони перекриваються накатом, щоб оберегти людей від куль та уламків снарядів.